# محمد ألطاف
محمد ألطاف (24 ديسمبر 1985 في باكستان - ) هو لاعب كريكت باكستاني.

## وصلات خارجية
- محمد ألطاف على موقع إي آس بي آن كريك إنفو (الإنجليزية)